# Justine Lupe
Justine Lupe-Schomp (Denver, 31 de maio de 1989) é uma atriz estadunidense. Ganhou notoriedade ao interpretar Willa na série Succession (2018–2023).

## Biografia

### Primeiros anos e formação acadêmica
Justine nasceu na cidade de Denver, capital do estado de Colorado, no ano de 1989. Em sua cidade natal, realizou graduação em teatro na Escola de Artes de Denver – na escola de artes, sua avó nomeia um dos teatros. No ano de 2011, formou-se em artes cênicas na Juilliard School, em Nova Iorque.

### Carreira
Estreou no teatro, participando de duas peças do Festival de Teatro de Williamstown de 2010, Western Country e House of Home. No ano seguinte, realizou participações em séries de televisão, entre elas, Harry's Law, Southland e Royal Pains.
Após participar de em séries televisivas, participou de produções cinematográficas como Not Fade Away dirigido pelo consagrado roteirista David Chase e Frances Ha de Noah Baumbach.
Conseguiu participações mais longas na televisão, como ao interpretar Maddie Culpepper na sitcom Cristela exibido pela ABC, durante vinte e um episódios e seis episódios na série dramática Madam Secretary. No teatro, participou da peça Empathitrax, exibida no circuito Off-Broadway, onde foi elogiada pela crítica Elisabeth Vincentelli, do jornal estadunidense The New York Times, descrevendo sua atuação como "apropriadamente inquieta e nervosa".
No ano de 2018, passou a integrar o elenco da série Succession, produzida pela HBO. No seriado criado por Jesse Armstrong, Justine interpretou Willa, a namorada mais nova de Connor (Alan Ruck), e mais tarde esposa, que é uma ex-garota de programa e aspirante a dramaturga. Com a série, venceu dois Prémios Screen Actors Guild na categoria de melhor elenco em série de drama. Permaneceu na série durante as quatro temporadas, encerrando-se no ano de 2023.
No ano de 2019, por seu papel na série Mr. Mercedes, baseada na obra de Stephen King foi indicada ao prêmio Satellite Awards na categoria de Melhor Atriz Coadjuvante em Série, Minissérie ou Telefilme.

## Filmografia

### Cinema
| Ano  | Título                    | Personagem      | Notas |
| ---- | ------------------------- | --------------- | ----- |
| 2011 | Three Forms of Insomnia   | Monica          |       |
| 2011 | Ex-Girlfriends            | Lisa            |       |
| 2012 | Not Fade Away             | Candace         |       |
| 2012 | Frances Ha                | Nessa           |       |
| 2017 | A Midsummer Night's Dream | Flute           |       |
| 2022 | Luckiest Girl Alive       | Nell Rutherford |       |

### Televisão
| Ano       | Título                    | Personagem                        | Notas                                                                                     |
| --------- | ------------------------- | --------------------------------- | ----------------------------------------------------------------------------------------- |
| 2011      | Unforgettable             | Ashley                            | Episódio: "Friended"                                                                      |
| 2012      | Southland                 | Kathy                             | Episódio: "Integrity Check"                                                               |
| 2012      | Harry's Law               | Phoebe Blake                      | 8 episódios                                                                               |
| 2012      | Royal Pains               | Cameron Krissy                    | Episódio: "Sand Legs"                                                                     |
| 2013      | Shameless                 | Blake Collins                     | Episódio: "May I Trim Your Hedges?"                                                       |
| 2014      | Deadbeat                  | Alice                             | Episódio: "Out-Of-Body Issues"                                                            |
| 2014–2015 | Cristela                  | Maddie Culpepper                  | Elenco principal, 21 episódios                                                            |
| 2015      | The Good Wife             | Maggie Rossum                     | Episódio: "Payback"                                                                       |
| 2016      | Younger                   | Jade Winslow                      | 3 episódios                                                                               |
| 2016      | BrainDead                 | Margie                            | Episódio: "The Path to War Part Two: The Impact of Propaganda on Congressional War Votes" |
| 2016–2018 | Madam Secretary           | Captain Ronnie Baker              | 6 episódios                                                                               |
| 2017      | Bull                      | Ginny Bretton                     | Episódio: "E.J."                                                                          |
| 2017–2019 | Mr. Mercedes              | Holly Gibney                      | Elenco principal, 25 episódios                                                            |
| 2017      | Snowfall                  | Victoria                          | 5 episódios                                                                               |
| 2017–2023 | The Marvelous Mrs. Maisel | Astrid Weissman                   | Personagem recorrente; 9 episódios                                                        |
| 2018      | Alone Together            | Charlotte                         | Episódio: "Pilot"                                                                         |
| 2018      | Sneaky Pete               | Hannah                            | 3 episódios                                                                               |
| 2018–2023 | Succession                | Willa Ferreyra                    | Personagem recorrente (temporadas 1–2); elenco principal (temporadas 3–4)                 |
| 2021–2022 | Home Economics            | Emily                             | 3 episódios                                                                               |
| 2021      | Robot Chicken             | Flight Attendant, Hedgehog Mother | Dublagem; episódio: "May Cause the Exact Thing You're Taking This to Avoid"               |
| 2024      | The Big Door Prize        | Alice Wickstead                   | Papel recorrente                                                                          |
| 2024      | Nobody Wants This         | Morgan                            | Elenco principal                                                                          |

### Teatro
| Ano  | Título            | Personagem     | Roteirista        | Teatro                             | Ref.   |
| ---- | ----------------- | -------------- | ----------------- | ---------------------------------- | ------ |
| 2010 | Western Country   | Oxana          | Noah Haidle       | Festival de Teatro de Williamstown | [ 5 ]  |
| 2010 | House of Home     | Molly Campbell | Bekah Brunstetter | Festival de Teatro de Williamstown | [ 5 ]  |
| 2015 | The New Sincerity | Rose           | Alena Smith       | Teatro Bay Street, Nova Iorque     | [ 22 ] |
| 2016 | Empathitrax       | Her            | Ana Nogueira      | HERE Arts Center, Off-Broadway     | [ 23 ] |

## Prêmios
| Ano  | Associação                  | Categoria                                                                          | Trabalho     | Resultado | Ref.   |
| ---- | --------------------------- | ---------------------------------------------------------------------------------- | ------------ | --------- | ------ |
| 2019 | Prêmios Satellite           | Prémio Satellite de melhor atriz coadjuvante em uma série, minissérie ou telefilme | Mr. Mercedes | Indicado  | [ 24 ] |
| 2022 | Prémios Screen Actors Guild | Prémio Screen Actors Guild para melhor elenco em série de drama                    | Succession   | Venceu    | [ 25 ] |
| 2024 | Prémios Screen Actors Guild | Prémio Screen Actors Guild para melhor elenco em série de drama                    | Succession   | Venceu    | [ 25 ] |